# Права ЛГБТ за країнами та територіями
Права лесбійок, геїв, бісексуальних та трансгендерних людей відрізняються за країнами від легалізованих одностатевих шлюбів та одностатевих громадянських партнерств до довічного позбавлення волі та смертної кари.

## Африка

### Північна Африка
| Країна            | Одностатеві стосунки                                                                                                | Одностатеві партнерства | Одностатевий шлюб | Усиновлення дітей одностатевими партнер(к)ами | Можливість відкрито служити в армії | Антидискримінаційні закони | Закони про гендерну ідентичність |
| ----------------- | --- | ----------------------- | ----------------- | --------------------------------------------- | ----------------------------------- | -------------------------- | -------------------------------- |
| Алжир             | з 1966 року. Покарання: до 3 років ув'язнення зі штрафом до 10,000 динарів. Також є поширеними катування та побиття | No                      | No                | No                                            | No                                  | No                         | No                               |
| Єгипет            | / Неоднозначно. Де-юре легально, але де-факто заборонено з 2000 року. Покарання: до 17 років позбавлення волі       | No                      | No                | No                                            | No                                  | No                         | No                               |
| Лівія             | з 1953 року. Покарання: до 5 років ув'язнення або розстріл                                                          | No                      | No                | No                                            | No                                  | No                         | No                               |
| Марокко           | з 1962 року. Покарання: Від 3 до 6 років ув'язнення з примусовими роботами                                          | No                      | No                | No                                            | No                                  | No                         | No                               |
| Саудівська Аравія | з 1944 року. Покарання: до 3 років ув'язнення                                                                       | No                      | No                | No                                            | No                                  | No                         | No                               |
| Судан             | з 1899 року. Покарання: довічне ув'язнення                                                                          | No                      | No                | No                                            | No                                  | No                         | No                               |
| Туніс             | з 1913 року. Покарання: 3 роки ув'язнення                                                                           | No                      | No                | No                                            | No                                  | No                         | No                               |

### Західна Африка
| Країна       | Одностатеві стосунки | Одностатеві партнерства | Одностатевий шлюб                  | Усиновлення дітей одностатевими партнер(к)ами | Можливість відкрито служити в армії | Антидискримінаційні закони           | Закони про гендерну ідентичність                               |
| ------------ | --- | ----------------------- | ---------------------------------- | --------------------------------------------- | ----------------------------------- | ------------------------------------ | -------------------------------------------------------------- |
| Бенін        | [ 4 ] [ 14 ] | No                      | No                                 | No                                            |                                     | No                                   |                                                                |
| Буркіна-Фасо | [ 4 ] | No                      | Конституційна заборона з 1991 року | No                                            |                                     | No                                   |                                                                |
| Кабо-Верде   | з 2004 року | No                      | No                                 | No                                            |                                     | Часткова заборона дискримінації ЛГБТ |                                                                |
| Ґамбія       | з 1888 року. Покарання: до довічного ув'язнення | No                      | No                                 | No                                            | No                                  | No                                   | Будь-які форми гендерного самовираження заборонені з 2013 року |
| Гана         | Чоловікам заборонено з 1892 року. Покарання: до 3 років ув'язнення Жінкам дозволено | No                      | No                                 | No                                            | No                                  | No                                   | No                                                             |
| Ґвінея       | з 1988 року. Покарання: від 6 місяців до 10 років ув'язнення | No                      | No                                 | No                                            | No                                  | No                                   | No                                                             |
| Ґвінея-Бісау | з 1993 року | No                      | No                                 | No                                            |                                     | No                                   |                                                                |
| Кот-д'Івуар  | [ 4 ] | No                      | No                                 | No                                            |                                     | No                                   |                                                                |
| Ліберія      | з 1976 року. Покарання: 1 рік ув'язнення | No                      | No                                 | No                                            | No                                  | No                                   | No                                                             |
| Малі         | [ 4 ] | No                      | No                                 | No                                            |                                     | No                                   |                                                                |
| Мавританія   | Покарання: смертна кара для чоловіків (не застосовується); в'язниця і штраф для жінок | No                      | No                                 | No                                            | No                                  | No                                   | No                                                             |
| Ніґер        | [ 4 ] | No                      | No                                 | No                                            |                                     | No                                   |                                                                |
| Ніґерія      | з 1916 року. Покарання: до 14 років ув'язнення. Смертна кара в штатах: Баучі, Борно, Гомбе, Джигава, Кадуна, Кано, Кацина, Кеббі, Нігер, Сокото, Йобе, Замфара. (не застосовується, за винятком Баучі) | No                      | No                                 | No                                            | No                                  | No                                   | Будь-які форми гендерного вираження заборонені в зонах шаріату |
| Сенегал      | з 1966 року. Покарання: від 1 до 5 років ув'язнення | No                      | No                                 | No                                            | No                                  | No                                   | No                                                             |
| Сьєрра-Леоне | Чоловікам заборонено з 1861 року. Покарання: до смертної кари (не застосовується). Жінкам дозволено | No                      | No                                 | No                                            | No                                  | No                                   | No                                                             |
| Тоґо         | з 1980 року. Покарання: до 3 років ув'язнення | No                      | No                                 | No                                            | No                                  | No                                   | No                                                             |

### Центральна Африка
| Країна                            | Одностатеві стосунки                                                                             | Одностатеві партнерства | Одностатевий шлюб                  | Усиновлення дітей одностатевими партнер(к)ами | Можливість відкрито служити в армії | Антидискримінаційні закони | Закони про гендерну ідентичність |
| --------------------------------- | ------------------------------------------------------------------------------------------------ | ----------------------- | ---------------------------------- | --------------------------------------------- | ----------------------------------- | -------------------------- | -------------------------------- |
| Камерун                           | з 1972 року. Покарання: до 5 років ув'язнення або катування та смертна кара                      | No                      | No                                 | No                                            | No                                  | No                         | No                               |
| Центрально африканська Республіка | [ 4 ]                                                                                            | No                      | Конституційна заборона з 2016 року | No                                            |                                     | No                         |                                  |
| Чад                               | з 2017 року. Покарання від 3 місяців до 2 років ув'язнення, зі штрафом від 50,000 до 500,000 CFA | No                      | No                                 | No                                            | No                                  | No                         |                                  |
| Демократична Республіка Конго     | [ 4 ]                                                                                            | No                      | Конституційна заборона з 2005 року | No                                            |                                     | No                         | No                               |
| Республіка Конго                  | [ 4 ]                                                                                            | No                      | No                                 | No                                            |                                     | No                         |                                  |
| Екваторіальна Гвінея              | [ 4 ]                                                                                            | No                      | No                                 | No                                            |                                     | No                         |                                  |
| Габон                             | з 2020 року                                                                                      | No                      | No                                 | No                                            |                                     | No                         |                                  |
| Сан-Томе і Принсіпі               | з 2012 року                                                                                      | No                      | No                                 | No                                            |                                     | No                         |                                  |

### Східна Африка
| Країна                        | Одностатеві стосунки | Одностатеві партнерства | Одностатевий шлюб                  | Усиновлення дітей одностатевими партнер(к)ами | Можливість відкрито служити в армії | Антидискримінаційні закони | Закони про гендерну ідентичність               |
| ----------------------------- | --- | ----------------------- | ---------------------------------- | --------------------------------------------- | ----------------------------------- | -------------------------- | ---------------------------------------------- |
| Бурунді                       | з 2009 року. Покарання: від 3 місяців до 2 років ув'язнення                                                                                        | No                      | Конституційна заборона з 2005 року | No                                            | No                                  | No                         | No                                             |
| Джибуті                       | [ 4 ] [ 31 ] | No                      | No                                 | No                                            |                                     | No                         |                                                |
| Еритрея                       | Покарання: до 3 років ув'язнення. Також поширені побиття і тортури                                                                                 | No                      | No                                 | No                                            | No                                  | No                         | No                                             |
| Ефіопія                       | Покарання: до 15 років ув'язнення | No                      | No                                 | No                                            | No                                  | No                         | No                                             |
| Кенія                         | з 1897 року. Покарання: до 14 років ув'язнення | No                      | Конституційна заборона з 2010 року | No                                            | No                                  | No                         | [ 36 ]                                         |
| Руанда                        | [ 4 ] | No                      | Конституційна заборона з 2003 року | No                                            |                                     | No                         | No                                             |
| Сомалі                        | Покарання: до 3 років ув'язнення | No                      | No                                 | No                                            | No                                  | No                         | No                                             |
| Сомаліленд (спірна територія) | з 1941 року. Покарання: до 3 років ув'язнення, іноді смертна кара                                                                                  | No                      | No                                 | No                                            | No                                  | No                         | No                                             |
| Південний Судан               | з 1899 року. Покарання: до 10 років ув'язнення | No                      | Конституційна заборона з 2011 року | No                                            | No                                  | No                         | Будь-які форми гендерного вираження заборонені |
| Танзанія                      | з 1899 року Покарання: до довічного ув'язнення. Також поширені побиття та тортури                                                                  | No                      | No                                 | No                                            | No                                  | No                         | No                                             |
| Уганда                        | Чоловікам заборонено з 1902 року. Жінкам заборонено з 2000 року. Покарання: довічне ув'язнення, в деяких випадках побиття, тортури та смертна кара | No                      | Конституційна заборона з 2005 року | No                                            | No                                  | No                         | No                                             |

### Південна Африка
| Країна          | Одностатеві стосунки | Одностатеві партнерства                               | Одностатевий шлюб                  | Усиновлення дітей одностатевими партнер(к)ами | Можливість відкрито служити в армії | Антидискримінаційні закони                          | Закони про гендерну ідентичність                                                               |
| --------------- | --- | ----------------------------------------------------- | ---------------------------------- | --------------------------------------------- | ----------------------------------- | --------------------------------------------------- | ---------------------------------------------------------------------------------------------- |
| Ангола          | з 2021 року | No                                                    | No                                 | No                                            | No                                  | Заборонена будь-яка дискримінація проти ЛГБТ        | Можлива зміна статі відповідно до «Кодекс актів цивільного стану 2015»                         |
| Ботсвана        | з 2019 року | No                                                    | No                                 | No                                            | No                                  | Заборонена будь-яка дискримінація проти ЛГБТ        | Юридична зміна статі визнана конституційним правом з 2017 року                                 |
| Есватіні        | Чоловікам заборонено з 1880-х років. Покарання: невідомо (не застосовується, пропонується скасувати) Жінкам дозволено                                            | No                                                    | No                                 | No                                            | No                                  | No                                                  | No                                                                                             |
| Лесото          | з 2012 року | No                                                    | No                                 | No                                            |                                     | No                                                  | Можлива зміна статі відповідно до «Закону про національні посвідчення особи 9 від 2011 року»   |
| Малаві          | з 1891 року. Покарання: для чоловіків до 14 років ув'язнення з тілесними покараннями або без них, для жінок до 5 років позбавлення волі (пропонується скасувати) | No                                                    | No                                 | No                                            | No                                  | No                                                  | Чоловіки не можуть мати довге волосся                                                          |
| Мозамбік        | з 2015 року | No                                                    | No                                 | No                                            | No                                  | Заборонена будь-яка дискримінація проти ЛГБТ        |                                                                                                |
| Намібія         | Чоловікам заборонено з 1920 року. Покарання: невідомо (не застосовується, пропонується скасувати) Жінкам дозволено                                               | No                                                    | No                                 | No                                            | No                                  | No                                                  | Відповідно до «Закону № 81 про реєстрацію народження, шлюбу та смерті від 1963 року»           |
| Південна Африка | з 1998 року | Обмежене визнання реєстрованих партнерств з 1998 року | Одностатеві шлюби з 2006 року      | з 2002 року                                   | з 1998 року                         | Конституційна заборона будь-якої дискримінації ЛГБТ | Юридична стать може бути змінена після хірургічного або медикаментозного лікування з 2003 року |
| Замбія          | з 1911 року. Покарання: до 14 років ув'язнення (пропонується скасувати)                                                                                          | No                                                    | No                                 | No                                            | No                                  | No                                                  | No                                                                                             |
| Зімбабве        | Чоловікам заборонено з 1891 року. Покарання: до 14 років ув'язнення (пропонується скасувати) Жінкам дозволено                                                    | No                                                    | Конституційна заборона з 2013 року | No                                            | No                                  | No                                                  | No                                                                                             |

### Країни в Індійському океані
| Країна              | Одностатеві стосунки                                                                                                 | Одностатеві партнерства | Одностатевий шлюб | Усиновлення дітей одностатевими партнер(к)ами | Можливість відкрито служити в армії | Антидискримінаційні закони                   | Закони про гендерну ідентичність |
| ------------------- | --- | ----------------------- | ----------------- | --------------------------------------------- | ----------------------------------- | -------------------------------------------- | -------------------------------- |
| Коморські Острови   | Покарання: 5 років ув'язнення та штраф (не застосовується)                                                           | No                      | No                | No                                            | No                                  | No                                           |                                  |
| Мадагаскар          | [ 4 ] | No                      | No                | No                                            |                                     | No                                           |                                  |
| Маврикій            | Чоловікам заборонено. Покарання: до 5 років ув'язнення (не застосовується, пропонується скасувати). Жінкам дозволено | No                      | No                | No                                            | No                                  | Заборонена будь-яка дискримінація проти ЛГБТ |                                  |
| Сейшельські Острови | з 2016 року | No                      | No                | No                                            |                                     | Заборонена будь-яка дискримінація проти ЛГБТ |                                  |

## Америка

### Північна Америка
| Країна  | Одностатеві стосунки                                      | Одностатеві партнерства | Одностатевий шлюб                                            | Усиновлення дітей одностатевими партнер(к)ами | Можливість відкрито служити в армії | Антидискримінаційні закони | Закони про гендерну ідентичність |
| ------- | --------------------------------------------------------- | --- | ------------------------------------------------------------ | --- | --- | --- | --- |
| Канада  | з 1969 року                                               | Внутрішні партнерства в Новій Шотландії (2001); Цивільне партнерство в Квебеку (2002); Взаємозалежні стосунки в Альберті (2003); Загальноправові відносини в Манітобі (2004) | У деяких провінціях з 2003 року, по всій країні з 2005 року  | У деяких провінціях з 1996 року, по всій країні з 2011 року | з 1992 року; включаючи трансгендерів | Заборонена будь-яка дискримінація проти ЛГБТ. Заборонена репаративна терапія з 2022 року | Трансгендери можуть замінити документи на іншу стать без необхідності хірургічного втручання, захист прав людини включає гендерну ідентичність або самовираження в усій Канаді з 2017 року |
| Мексика | з 1871 року                                               | / Дозвіл на цивільне партнерство в штатах: Мехіко (2007), Коауїла (2007), Коліма (між 2013 і 2016 роками), Кампече (2013), Халіско (між 2014 і 2018 роками), Мічоакан (2015), Тласкала (2017), та Веракрус (2020) | з 2022 року                                                  | / Дозволено тільки в штатах: Мехіко (2010), Коауїла (2014), Чіуауа (2015), Халіско (2016), Мічоакан (2016), Коліма (2016), Морелос (2016), Кампече (2016), Веракрус (2016), Баха-Каліфорнія (2017), Керетаро (2017), Чіапас (2017), Пуебла (2017), Агуаскальєнтес (2018), Сан-Луїс-Потосі (2019), Ідальго (2019), Кінтана-Роо (2022), Баха-Каліфорнія-Сур (2022), Дуранго, Тамауліпас, Халіско та Нуево-Леон (останні чотири ніколи не були заборонені) | (неоднозначно) | Заборонена будь-яка дискримінація проти ЛГБТ. Репаративна терапія або спроби психологічного лікування сексуальної орієнтації незаконні в штатах: Мехіко (2020), Баха-Каліфорнія (2020), Коліма (2021), Тласкала (2021), Юкатан (2021) і Сакатекас (2021), Баха-Каліфорнія-Сюр (2022), Ідальго (2022), Халіско (2022) і Пуебла (2022) | / Трансгендери можуть змінити свою юридичну стать та ім’я тільки в штатах: Мехіко (2008), Мічоакан (2017), Наяріт (2017), Коауіла (2018), Ідальго (2019), Сан-Луїс-Потосі (2019), Коліма (2019), Баха-Каліфорнія (2019), Оахака (2019), Тласкала (2019), Чіуауа (2019), Сонора (2020), Халіско (2020), Кінтана-Роо (2020), Пуебла (2021), Нижня Каліфорнія (2021), Мексика (2021), Морелос (2021), Сіналоа (2022), Сакатекас (2022) і Дуранго (2023)                                                           |
| США     | Дозвіл в деяких штатах з 1962 року, по всій країні з 2003 | Домашнє партнерство в штатах: Каліфорнія (1999), Округ Колумбія (2002), Мен (2004), Вашингтон (2007), Меріленд (2008), Орегон (2008), Невада (2009) та Вісконсин (2009). Цивільне партнерство в штатах: Вермонт (2000), Коннектикут (2005), Нью-Джерсі (2007), Нью-Гемпшир (2008), Іллінойс (2011), Род-Айленд (2011), Делавар (2012), Гаваї (2012) and Колорадо (2013) | Дозволено в деяких штатах з 2004 року, по всій країні з 2015 | У деяких штатах з 1993 року, по всій країні з 2016 | / Лесбійкам, геям та бісексуалам дозволено відкрито служити в армії США з 2011 року, після скасування політики «Не питай, не кажи». Трансгендерам дозволено служити відкрито з 2021 року. "Трансвеститам" заборонено служити в армії з 2012 року Більшості відкритим інтерсексуальним людям можуть відмовити в служінні в армії відповідно до закону про «Гермафродитизм» | / Дискримінація при працевлаштуванні за ознакою сексуальної орієнтації заборонена по всій країні з 2020 року. Більш широкий захист існує в 23 штатах. Репаративна терапія для неповнолітніх заборонена в 22 штатах | / З 11 квітня 2022 року шляхом юридичного самовизначення – стать X стала доступною та офіційно визнаною в паспортах США. Зміна статі є законною у свідоцтвах про народження (за різних умов залежно від штату) у 48 штатах + округ Колумбія. Небінарні гендерні маркери доступні за різних обставин у 25 штатах. З 2020 року по всій країні заборонена дискримінація при працевлаштуванні за ознакою гендерної ідентичності. Більш широкий захист існує в 22 штатах, округу Колумбія та деяких муніципалітетах |

### Центральна Америка
| Країна     | Одностатеві стосунки | Одностатеві партнерства                                 | Одностатевий шлюб                                           | Усиновлення дітей одностатевими партнер(к)ами | Можливість відкрито служити в армії | Антидискримінаційні закони             | Закони про гендерну ідентичність |
| ---------- | -------------------- | ------------------------------------------------------- | ----------------------------------------------------------- | --------------------------------------------- | ----------------------------------- | -------------------------------------- | --- |
| Беліз      | з 2016 року.         | No                                                      | No                                                          | No                                            | No                                  | Заборонена будь-яка дискримінація ЛГБТ | [ 94 ] |
| Коста-Рика | з 1971 року          | Реєстроване спільне проживання з 2014 року              | з травня 2020 року                                          | з травня 2020 року                            | Країна не має армії                 | Заборонена будь-яка дискримінація ЛГБТ | / З 2018 року трансгендери можуть змінювати своє офіційне ім’я без хірургічного втручання чи судового дозволу. Юридична стать не може бути змінена. Індикатор статі вилучено з усіх ID-карток, виданих з травня 2018 року. Одноразова зміна статі в паспорті |
| Сальвадор  | з 1822 року          | No                                                      | No                                                          | No                                            | [ 102 ] [ 103 ]                     | Заборонена будь-яка дискримінація ЛГБТ | [ 104 ] |
| Гватемала  | з 1871 року          | В процесі легалізації                                   | No                                                          | No                                            |                                     | Заборонена будь-яка дискримінація ЛГБТ | [ 105 ] |
| Гондурас   | з 1899 року          | Конституційна заборона на партнерські союзи з 2005 року | Конституційна заборона з 2005 року, очікується рішення суду | Конституційна заборона з 2005 року            | No                                  | Заборонена будь-яка дискримінація ЛГБТ | No |
| Нікарагуа  | з 2008 року          | No                                                      | No                                                          | No                                            |                                     | Заборонена будь-яка дискримінація ЛГБТ | No |
| Панама     | з 2008 року          | Очікується рішення суду                                 | Очікується рішення суду                                     | Очікується рішення суду                       | Країна не має армії                 | Заборонена будь-яка дискримінація ЛГБТ | З 2006 року трансгендери можуть змінити свою юридичну стать та ім’я після операції зі зміни статі |

### Південна Америка
| Країна    | Одностатеві стосунки                                                             | Одностатеві партнерства | Одностатевий шлюб                                  | Усиновлення дітей одностатевими партнер(к)ами | Можливість відкрито служити в армії  | Антидискримінаційні закони | Закони про гендерну ідентичність |
| --------- | -------------------------------------------------------------------------------- | --- | -------------------------------------------------- | --------------------------------------------- | ------------------------------------ | --- | --- |
| Аргентина | з 1887 року                                                                      | Цивільні партнерства а Буенос-Айрес (2003), провінція Ріо-Негро (2003), Ріо-Кварто (2009). Спільне проживання по всій країні з 2015 року | з 2010 року                                        | з 2010 року                                   | з 2009 року                          | / Правовий захист у деяких містах,, планується по всій країні. Патологізація або спроби лікування сексуальної орієнтації фахівцями з психічного здоров'я є незаконними з 2010 року | З 2012 року трансгендери можуть змінити свою юридичну стать та ім'я без операцій чи судового рішення Діє закон, який резервує 1% робочих місць у державному секторі Аргентини для трансгендерних людей. Економічні стимули, включені в новий закон, спрямовані на те, щоб допомогти транс-людям знайти роботу в усіх секторах |
| Болівія   | з 1832 року                                                                      | "Вільні стосунки" офіційно визнані з 2020 року                                                                                           | Конституційна заборона з 2009 року                 | [ 124 ]                                       | з 2015 року; Включаючи трансгендерів | Заборонена будь-яка дискримінація ЛГБТ | З 2016 року трансгендери можуть змінити свою юридичну стать та ім'я без операцій чи судового рішення. |
| Бразилія  | з 1830 року                                                                      | Всі юридичні права одностатевих союзів визнані з 2011 року                                                                               | В деяких містах з 2011 року; по всій країні з 2013 | з 2010 року                                   | з 1969 року                          | Заборонена будь-яка дискримінація ЛГБТ. Патологізація або спроби лікування сексуальної орієнтації фахівцями з психічного здоров’я є незаконними з 1999 року                        | Починаючи з 2018 року, трансгендери можуть змінити свою юридичну стать та ім'я без хірургічного втручання чи судового рішення. Об’єднана система охорони здоров’я Бразилії (UHS) пропонує безкоштовні операції зі зміни статі, гормональне та психологічне лікування                                                          |
| Чилі      | з 1999 року                                                                      | Цивільне партнерство з 2015 року | з 2022 року                                        | з 2022 року                                   | з 2012 року; Включаючи трансгендерів | Заборонена будь-яка дискримінація ЛГБТ Патологізація або спроби лікування сексуальної орієнтації фахівцями з психічного здоров'я є незаконними з 2021 року                         | Транссексуали можуть змінювати свою юридичну стать та ім'я з 1974 року. Трансгендерні особи можуть змінювати свою юридичну стать та ім'я з 2019 року без жодних операцій чи судового розпорядження для дорослих старше 18 років                                                                                               |
| Колумбія  | з 1981 року                                                                      | De facto marital union since 2007 | з 2016 року                                        | з 2015 року                                   | з 1999 року                          | Заборонена будь-яка дискримінація ЛГБТ | З 2015 року трансгендери можуть змінити свою юридичну стать та ім'я без хірургічного втручання чи судового рішення |
| Еквадор   | з 1997 року                                                                      | Одностатеві партнерства з 2009 року | з 2019 року                                        | [ 157 ]                                       | [ 158 ]                              | Заборонена будь-яка дискримінація ЛГБТ Патологізація або спроби лікування сексуальної орієнтації фахівцями з психічного здоров'я є незаконними з 2014 року                         | З 2016 року трансгендерним особам дозволено змінювати своє ім'я та гендерну ідентичність; не потрібні операції чи судовий наказ |
| Гаяна     | Покарання: до довічного ув'язнення (не застосовується). Пропонується легалізація | No | No                                                 | [ 163 ]                                       | [ 164 ]                              | No | No |
| Парагвай  | з 1880 року                                                                      | Конституційна заборона з 1992 року | Конституційна заборона з 1992 року                 | No                                            | [ 167 ]                              | Часткова заборона дискримінації ЛГБТ. Патологізація або спроби лікування сексуальної орієнтації фахівцями з психічного здоров'я є незаконними з 2022 року.                         | No |
| Перу      | з 1924 року                                                                      | / Часткове визнання одностатевих партнерів серед медичних працівників з 2020 року                                                        | No                                                 | No                                            | з 2009 року                          | Заборонена будь-яка дискримінація ЛГБТ | З 2016 року трансгендери можуть змінювати свою юридичну стать та ім'я без медичного втручання. Потрібне судове рішення |
| Суринам   | з 1869 року                                                                      | No | No                                                 | No                                            |                                      | Заборонена будь-яка дискримінація ЛГБТ | Трансгендери можуть змінити свою юридичну стать з 2022 року. Потрібне рішення суду |
| Уругвай   | з 1934 року                                                                      | Конкубінатні стосунка з 2008 року | з 2013 року                                        | з 2009 року                                   | з 2009 року                          | Заборонена будь-яка дискримінація ЛГБТ. Патологізація або спроби лікування сексуальної орієнтації фахівцями з психічного здоров’я є незаконними з 2017 року                        | З 2009 року трансгендери можуть змінювати свою юридичну стать та ім'я без хірургічного втручання чи судового рішення. |
| Венесуела | з 1997 року                                                                      | Конституційна заборона з 1999 року | Конституційна заборона з 1999 року                 | No                                            | з 2023 року                          | Часткова заборона дискримінації ЛГБТ | No |